# نوربرت زیگمن
نوربرت زیگمن (انگلیسی: Norbert Siegmann؛ زادهٔ ۲۰ مهٔ ۱۹۵۳) بازیکن فوتبال سابق اهل آلمان است.
از باشگاه‌هایی که در آن بازی کرده‌است می‌توان به باشگاه فوتبال تاسمانیا ۱۹۰۰ برلین، باشگاه فوتبال اشتوتگارت، باشگاه ورزشی وردر برمن، و باشگاه فوتبال اس‌سی فورتونا کلن اشاره کرد.